# 农扎
农扎（法語：Nonza，法語發音：[nɔ̃ts(a)]）是法国上科西嘉省的一个市镇，属于巴斯蒂亚区。

## 地理
农扎（42°47'5"N, 9°20'40"E）面积8.04 平方千米，位于法国上科西嘉省，该省份位于科西嘉北部，后者为地中海西部的一座岛屿，也是法国的一个单一领土集体，位于法国大陆部分的东南面，意大利半島的西面，最临近的地块是撒丁岛。
与农扎接壤的市镇（或旧市镇、城区）包括：奥尔卡尼。
农扎的时区为UTC+01:00、UTC+02:00（夏令时）。

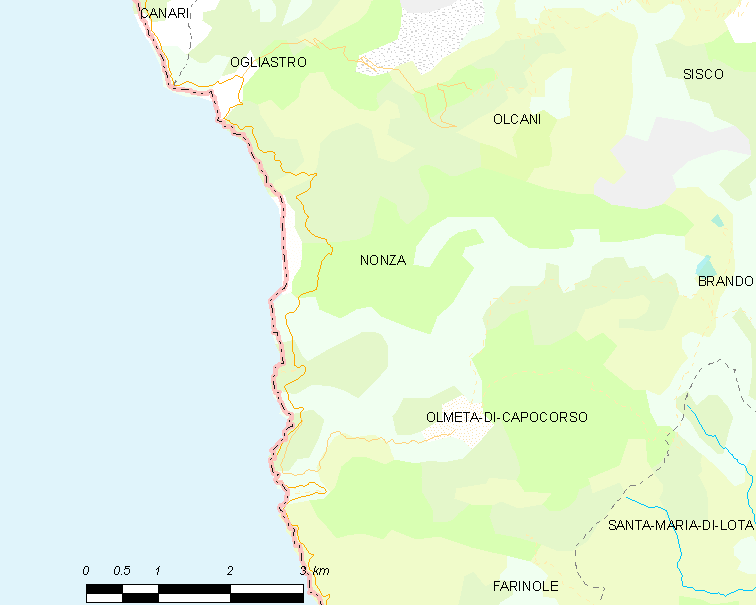
农扎的OSM定位图

## 行政
农扎的邮政编码为20217，INSEE市镇编码为2B178。

## 政治
农扎所属的省级选区为科西嘉角县。

## 人口

1962-2008年间农扎人口变化图示

农扎于2022年1月1日时的人口数量为63人。